# Evelyn Baring

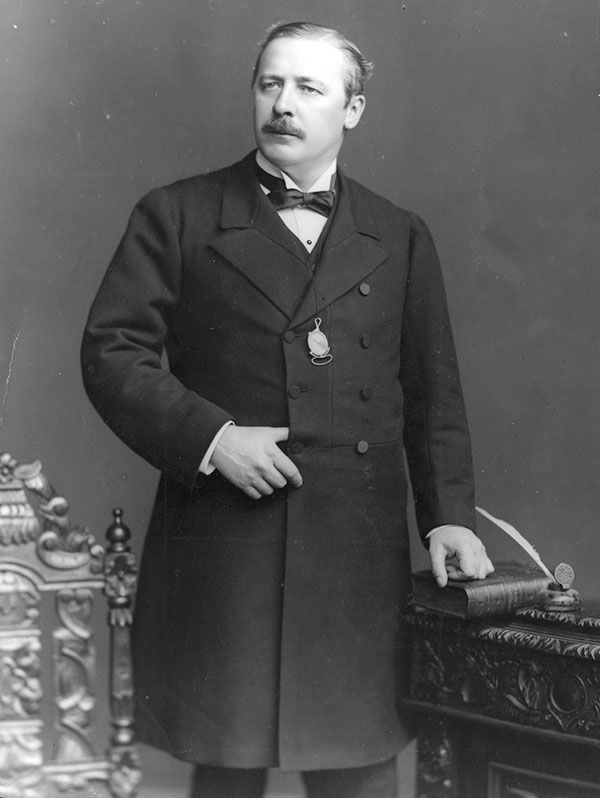
Evelyn Baring.

Evelyn Baring (Norfolk, 26 de febrero de 1841-Westminster, Londres; 29 de enero de 1917), primer conde de Cromer, fue un estadista, diplomático y administrador colonial británico. 
Fue el secretario particular del virrey entre 1872 y 1876 en la India, país al que regresó en 1880 con el cargo de ministro de Hacienda, permaneciendo hasta 1883. 
Entre 1877 y 1880 ejerció como comisario británico de la oficina de Deuda Pública de Egipto. En 1883 fue destinado de nuevo a Egipto, con el cargo de cónsul general y embajador plenipotenciario, al frente de los funcionarios británicos que gobernaban en la sombra Egipto bajo la autoridad nominal del jedive Muhamad Taufiq Pachá. 

## Comisario de Finanzas
Ismail Pachá, jedive de Egipto, endeudó al máximo Egipto en su proyecto de modernización, fiado en la floreciente industria del algodón. La competencia americana hizo caer los precios, lo que le obligó a pedir ayuda a Europa. Tras duras negociaciones, se instituyó un sistema de control sobre las finanzas egipcias, con un comisario francés y otro inglés como supervisores. Sir Evelyn Baring fue nombrado controlador de los británicos. El historiador egipcio Al-Sayyid Marsot considera que la esta política de Ismail abrió las puertas para que los británicos controlaran las finanzas de Egipto y le incorporaran a su imperio.
Baring tuvo un enorme éxito, su control de las finanzas de Egipto le permitió ejercer una gran influencia en ambos gobiernos, británico y egipcio. Poseía una gran parte de la deuda de Egipto, y cuando Ismael se negó a declararse en quiebra Baring presionó a su gobierno para deponer Ismail, lo que se produjo sin problema alguno en 1879, sucediéndole su hijo Taufiq Pachá, que también se vio obligado a someterse. El control de sobre las finanzas egipcias, combinado con su influencia en el gobierno británico, significaba que el gobierno egipcio apenas podía hacer nada si permiso de los europeos.

## Cónsul general
La Revolución Urabí, dirigida por el coronel Ahmed Urabí, creó una situación en la que las fuerzas británicas y francesas podrían intervenir y hacer valer sus intereses imperiales en nombre del Jedive. Después de la intervención británica en Alejandría, Baring fue instalado de manera efectiva una vez más en Egipto como Cónsul General: el gobernante de facto de Egipto.
Su primer acto como Cónsul General fue aprobar el Informe Dufferin, que básicamente pedía un Parlamento títere sin poder alguno. Además, el informe afirmaba la necesidad de supervisión británica de las reformas que se estimasen necesarias para el país, y señaló que los intereses de la zona del Canal de Suez debían ser prioritarios. En este sentido, Baring afirma la necesidad de una larga ocupación, que es esencial para cualquier tipo de reforma debido a la incompetencia administrativa de los egipcios. Estableció un nuevo principio rector conocido como la Doctrina de Granville, que permitía a Baring y a otros funcionarios británicos destituir a los ministros que se negaran a aceptar las directivas británicas. Durante el gobierno de Baring los funcionarios británicos se habían infiltrado en los altos cargos de la Administración, con lo que se introdujo un nuevo sistema de gobierno: el Protectorado Velado, en el que el gobierno era una fachada. Los ministros eran egipcios de cara al exterior, pero el poder real estaba en manos de funcionarios británicos. El Jedive, completamente subordinado a los británicos, sancionó el sistema. Al mismo tiempo, el ejército egipcio fue totalmente desmantelado, obligando al pueblo egipcio a confiar únicamente en la fuerza de ocupación británica. 
El principal foco de los esfuerzos de Baring era restablecer la solvencia financiera, proporcionando el control británico y la restricción otras potencias extranjeras para intervenir en los asuntos egipcios. Bajo el mandato de Baring el movimiento nacionalista egipcio no mostró signos de vida, de hecho, muchos egipcios creían que Gran Bretaña seguía la política de "rescate y retirada". Baring sostenía que 

las razas sojuzgadas son totalmente incapaces de auto-gobernarse, realmente no necesitan ni desean un gobierno autónomo, y lo que realmente necesitan es una panza llena, política que las mantiene inactivas y permite a la élite ganar dinero a fin de cooperar con la potencia ocupante.

Cromer fue obligado a dimitir en 1906 a raíz de las protestas por las sanciones impuestas a los egipcios después del incidente de Dinshawai, en el que un altercado entre los habitantes de Egipto y oficiales británicos produjo la muerte de varias personas. 
Honores
- En 1897 recibió el título de vizconde,
- E 1901 fue nombrado conde de Cromer.
- En 1906 fue nombrado miembro de la Orden del Mérito por el rey Eduardo VII
- Ingresó en la Cámara de los Lores en 1908, y se dedicó a la política hasta su muerte en 1917.